# Arkab Prior
Arkab Prior (beta1 Sagittarii) is een ster in het sterrenbeeld Boogschutter (Sagittarius).
De ster staat ook bekend als Arkab en Urkab.